# جام‌پور
جام‌پور (به انگلیسی: Jampur) یک منطقهٔ مسکونی در پاکستان است که در بخش دیر غازی خان واقع شده‌است. جام‌پور ۲٬۳۲۲ کیلومتر مربع مساحت و ۱۲۰٬۰۰۰ نفر جمعیت دارد و ۱۰۳ متر بالاتر از سطح دریا واقع شده‌است.